# Suring (Wisconsin)
Suring es una villa ubicada en el condado de Oconto en el estado estadounidense de Wisconsin. En el Censo de 2010 tenía una población de 544 habitantes y una densidad poblacional de 208,37 personas por km².

## Geografía
Suring se encuentra ubicada en las coordenadas 45°0′3″N 88°22′10″O / 45.00083, -88.36944. Según la Oficina del Censo de los Estados Unidos, Suring tiene una superficie total de 2.61 km², de la cual 2.61 km² corresponden a tierra firme y (0%) 0 km² es agua.

## Demografía
Según el censo de 2010, había 544 personas residiendo en Suring. La densidad de población era de 208,37 hab./km². De los 544 habitantes, Suring estaba compuesto por el 90.44% blancos, el 0% eran afroamericanos, el 6.43% eran amerindios, el 0% eran asiáticos, el 0% eran isleños del Pacífico, el 0.92% eran de otras razas y el 2.21% pertenecían a dos o más razas. Del total de la población el 1.65% eran hispanos o latinos de cualquier raza.